# Teorema de Pitágoras
En matemáticas, el teorema de Pitágoras es una relación en geometría euclidiana entre los tres lados de un triángulo rectángulo. Afirma que el área del cuadrado cuyo lado es la hipotenusa (el lado opuesto al ángulo recto) es igual a la suma de las áreas de los cuadrados cuyos lados son los catetos (los otros dos lados que no son la hipotenusa). Este teorema se puede escribir como una ecuación que relaciona las longitudes de los lados 'a', 'b' y 'c'. Es la proposición más conocida entre las que tienen nombre propio en la matemática. El teorema de Pitágoras establece que, en todo triángulo recto, la longitud de la hipotenusa es igual a la raíz cuadrada de la suma del área de los cuadrados de las respectivas longitudes de los catetos.
Si en un triángulo rectángulo hay catetos de longitud {\displaystyle a\,} y {\displaystyle b\,}, y la medida de la hipotenusa es {\displaystyle c\,}, entonces se cumple la siguiente relación:

(1){\displaystyle a^{2}+b^{2}=c^{2}\,}

De esta ecuación se deducen tres corolarios de verificación algebraica y aplicación práctica:
| {\displaystyle a={\sqrt {c^{2}-b^{2}}}} | {\displaystyle b={\sqrt {c^{2}-a^{2}}}} | {\displaystyle c={\sqrt {a^{2}+b^{2}}}} |

El teorema de Pitágoras se ha demostrado en numerosas ocasiones por muchos métodos diferentes, posiblemente el mayor número de teoremas matemáticos. Las pruebas son diversas, e incluyen tanto pruebas geométricas como algebraicas, y algunas se remontan a miles de años atrás. 
El teorema se puede generalizar de varias maneras: a espacios de mayor dimensión, a espacios que no son euclidianos, a objetos que no son triángulos rectos y a objetos que no son triángulos en absoluto, sino sólidos n. El teorema de Pitágoras ha despertado interés fuera de las matemáticas como símbolo de abstracción matemática, mística o poder intelectual; abundan las referencias populares en la literatura, obras de teatro, musicales, canciones, sellos y dibujos animados.

## Historia
El teorema de Pitágoras fue comprobado en el siglo VI a. C. por el filósofo y matemático griego Pitágoras, pero se estima que pudo haber sido previo a su existencia, o demostrado bajo otra denominación.
Respecto de los babilonios hay esta nota: 

Desde el punto de vista matemático, las novedades más importantes que registran los textos babilónicos se refieren a la solución algebraica de ecuaciones lineales y cuadráticas, y el conocimiento del llamado "teorema de Pitágoras" y de sus consecuencias numéricas.
 

Existe un debate sobre si el teorema de Pitágoras se descubrió una vez, o muchas veces en muchos lugares, y la fecha del primer descubrimiento es incierta, al igual que la fecha de la primera demostración. Los historiadores de las matemáticas mesopotámicas han llegado a la conclusión de que la regla pitagórica tuvo un uso generalizado durante el período babilónico antiguo (siglo XX al siglo VI a. C.), más de mil años antes del nacimiento de Pitágoras.
El teorema de Pitágoras tiene este nombre porque su demostración, sobre todo, es esfuerzo de la escuela pitagórica. Anteriormente, en Mesopotamia y el Antiguo Egipto se conocían ternas de valores que se correspondían con los lados de un triángulo rectángulo, y se utilizaban para resolver problemas referentes a los citados triángulos, tal como se indica en algunas tablillas y papiros. Sin embargo, no ha perdurado ningún documento que exponga teóricamente su relación. La pirámide de Kefrén, datada en el siglo XXVI a. C., fue la primera gran pirámide que se construyó basándose en el llamado triángulo sagrado egipcio, de proporciones 3-4-5.

## Designaciones convencionales
| Vértices              | {\displaystyle {\text{A}}}                                                          | {\displaystyle {\text{B}}}                                                         | {\displaystyle {\text{C}}}                                                          |
| Lados (como segmento) | {\displaystyle {\text{BC}}}                                                         | {\displaystyle {\text{AC}}}                                                        | {\displaystyle {\text{AB}}}                                                         |
| Lados (como longitud) | {\displaystyle a}                                                                   | {\displaystyle b}                                                                  | {\displaystyle c}                                                                   |
| Ángulos               | {\displaystyle {\widehat {\alpha }}={\widehat {a}}={\widehat {A}}={\widehat {BAC}}} | {\displaystyle {\widehat {\beta }}={\widehat {b}}={\widehat {B}}={\widehat {ABC}}} | {\displaystyle {\widehat {\gamma }}={\widehat {c}}={\widehat {C}}={\widehat {ACB}}} |

## Demostraciones
El teorema de Pitágoras es de los que cuentan con un mayor número de demostraciones diferentes, utilizando métodos muy diversos. Una de las causas de esto es que en la Edad Media se exigía una nueva demostración del teorema para alcanzar el grado de "Magíster matheseos".[cita requerida]
Algunos autores proponen hasta más de mil demostraciones. Por ejemplo, el matemático estadounidense E. S. Loomis catalogó 367 pruebas diferentes en su libro de 1927 The Pythagorean Proposition.[cita requerida]

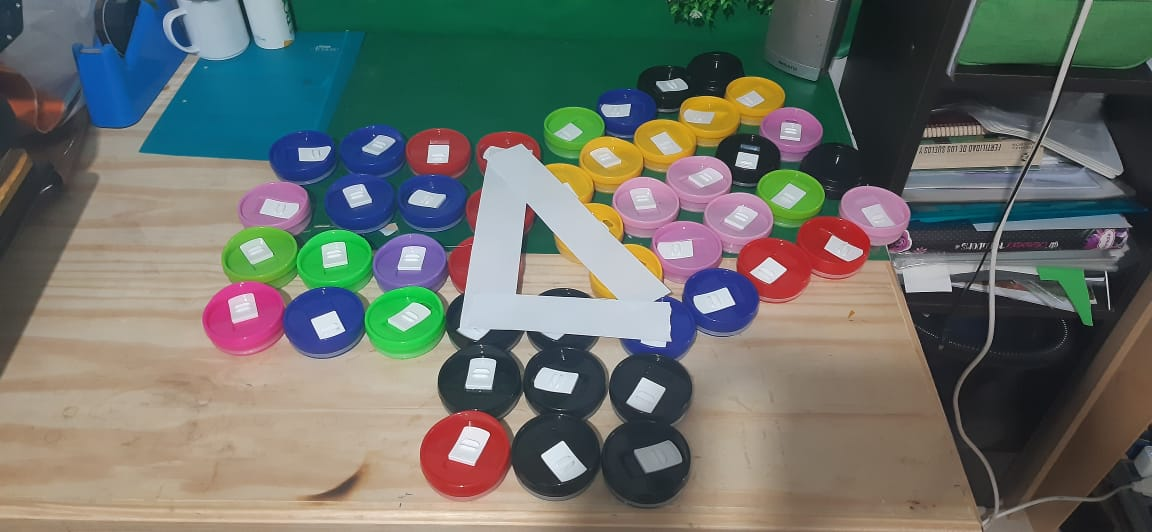
Demostración gráfica del teorema de Pitágoras- Taller escolar.

En ese mismo libro, Loomis clasificaría las demostraciones en cuatro grandes grupos: las algebraicas, donde se relacionan los lados y segmentos del triángulo; las geométricas, en las que se realizan comparaciones de áreas; las dinámicas, a través de las propiedades de fuerza, masa, y las cuaterniónicas, mediante el uso de vectores.[cita requerida]

### China: ElZhoubi Suanjingy elJiuzhang Suanshu

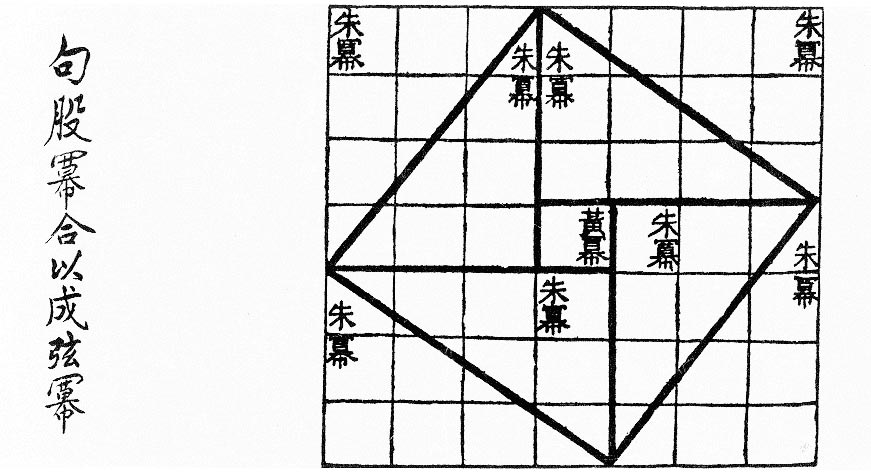
Prueba visual para un triángulo de a = 3, b = 4 y c = 5 como se ve en el Chou Pei Suan Ching, 500-200 a. C.

Prueba animada del teorema de Pitágoras.

El Zhoubi Suanjing es una obra matemática de datación discutida en algunos lugares, aunque se acepta mayoritariamente que se escribió entre el 500 y el 300 a. C. Se cree que Pitágoras no conoció esta obra. En cuanto al Jiuzhang Suanshu, parece que es posterior; está fechado en torno al año 250 a. C.
El Zhou Bi demuestra el teorema construyendo un cuadrado de lado (a+b) que se parte en cuatro triángulos de base a y altura b, y un cuadrado de lado c.
Demostración
Sea el triángulo rectángulo de catetos a y b e hipotenusa c. Se trata de demostrar que el área del cuadrado de lado c es igual a la suma de las áreas de los cuadrados de lado a y lado b. Es decir: 
{\displaystyle a^{2}+b^{2}=c^{2}\,}
Si añadimos tres triángulos iguales al original dentro del cuadrado de lado c formando la figura mostrada en la imagen, obtenemos un cuadrado de menor tamaño. Se puede observar que el cuadrado resultante tiene efectivamente un lado de b - a. Luego, el área de este cuadrado menor puede expresarse de la siguiente manera:
{\displaystyle (a-b)^{2}=a^{2}-2ab+b^{2}\,}
Ya que {\displaystyle (b-a)^{2}=(a-b)^{2}\,}.
Es evidente que el área del cuadrado de lado c es la suma del área de los cuatro triángulos de altura a y base b que están dentro de él más el área del cuadrado menor:
{\displaystyle c^{2}=4\cdot \left({\frac {a\cdot b}{2}}\right)+a^{2}-2ab+b^{2}=a^{2}+b^{2}}
Con lo cual queda demostrado el teorema.

### Demostraciones de Pitágoras

Se cree que Pitágoras se basó en la semejanza de los triángulos ABC, AHC y BHC. La figura coloreada hace evidente el cumplimiento del teorema.

Se estima que se demostró el teorema mediante semejanza de triángulos: sus lados homólogos son proporcionales.
Sea el triángulo ABC, rectángulo en C. El segmento CH es la altura relativa a la hipotenusa, en la que determina los segmentos a’ y b’, proyecciones en ella de los catetos a y b, respectivamente.
Los triángulos rectángulos ABC, AHC y BHC tienen sus tres bases iguales: todos tienen dos bases en común, y los ángulos agudos son iguales bien por ser comunes, bien por tener sus lados perpendiculares. En consecuencia, dichos triángulos son semejantes.
- De la semejanza entre ABC y AHC:

y dos triángulos son semejantes si hay dos o más ángulos congruentes.
{\displaystyle {\frac {b}{b'}}={\frac {c}{b}}}
{\displaystyle b^{2}\ =\ b'c}
- De la semejanza entre ABC y BHC:

{\displaystyle {\frac {a}{a'}}={\frac {c}{a}}}
{\displaystyle a^{2}\ =\ a'c}
Los resultados obtenidos son el teorema del cateto.
Sumando: 
{\displaystyle a^{2}\ +\ b^{2}=a'c\ +\ b'c\ =\ c\left(a'+b'\right)}
Pero {\displaystyle \left(a'+b'\right)=\ c}, por lo que finalmente resulta: 
{\displaystyle a^{2}\ +\ b^{2}=c^{2}}

La relación entre las superficies de dos figuras semejantes es igual al cuadrado de su razón de semejanza. En esto pudo haberse basado Pitágoras para demostrar su teorema.

Pitágoras también pudo haber demostrado el teorema basándose en la relación entre las superficies de figuras semejantes. 
Los triángulos PQR y PST son semejantes, de manera que: 
{\displaystyle {\frac {r}{u}}={\frac {s}{v}}=r}
siendo r la razón de semejanza entre dichos triángulos. Si ahora buscamos la relación entre sus superficies:
{\displaystyle S_{PQR}\ =\ {\frac {1}{2}}\left(rs\right)}
{\displaystyle S_{PST}\ =\ {\frac {1}{2}}\left(uv\right)}
obtenemos después de simplificar que: 
{\displaystyle {\frac {S_{PQR}}{S_{PST}}}={\frac {rs}{uv}}={\frac {r}{u}}\cdot {\frac {s}{v}}}
pero siendo {\displaystyle {\frac {r}{u}}={\frac {s}{v}}=r} la razón de semejanza, está claro que: 
{\displaystyle {\frac {S_{PQR}}{S_{PST}}}=\left({\frac {r}{u}}\right)^{2}=\left({\frac {s}{v}}\right)^{2}}
Es decir, "la relación entre las superficies de dos figuras semejantes es igual al cuadrado de la razón de semejanza".
Aplicando ese principio a los triángulos rectángulos semejantes ACH y BCH tenemos que: 
{\displaystyle {\frac {S_{ACH}}{S_{BCH}}}=\left({\frac {b}{a}}\right)^{2}}
que de acuerdo con las propiedades de las proporciones da: 
{\displaystyle {\frac {S_{ACH}}{b^{2}}}={\frac {S_{BCH}}{a^{2}}}={\frac {S_{ACH}+S_{BCH}}{b^{2}+a^{2}}}} (I)
y por la semejanza entre los triángulos ACH y ABC resulta que: 
{\displaystyle {\frac {S_{ACH}}{S_{ABC}}}=\left({\frac {b}{c}}\right)^{2}}
{\displaystyle {\frac {S_{ACH}}{b^{2}}}={\frac {S_{ABC}}{c^{2}}}}
pero según (I) {\displaystyle {\frac {S_{ACH}}{b^{2}}}={\frac {S_{ACH}+S_{BCH}}{b^{2}+a^{2}}}}, así que: 
{\displaystyle {\frac {S_{ACH}+S_{BCH}}{b^{2}+a^{2}}}={\frac {S_{ABC}}{c^{2}}}}
y por lo tanto: 
{\displaystyle b^{2}\ +\ a^{2}\ =\ c^{2}}
quedando demostrado el teorema de Pitágoras.

Los cuadrados compuestos en el centro y a la derecha tienen áreas equivalentes. Quitándoles los triángulos el teorema de Pitágoras queda demostrado.

Es asimismo posible que Pitágoras hubiera obtenido una demostración gráfica del teorema.
Partiendo de la configuración inicial, con el triángulo rectángulo de lados a, b, c, y los cuadrados correspondientes a catetos e hipotenusa –izquierda-, se construyen dos cuadrados diferentes:
- Uno de ellos –centro– está formado por los cuadrados de los catetos, más cuatro triángulos rectángulos iguales al triángulo inicial.
- El otro cuadrado –derecha– lo conforman los mismos cuatro triángulos, y el cuadrado de la hipotenusa.

Si a cada uno de estos cuadrados les quitamos los triángulos, evidentemente el área del cuadrado gris ({\displaystyle c^{2}}) equivale a la de los cuadrados amarillo y azul ({\displaystyle b^{2}+a^{2}}), habiéndose demostrado el teorema de Pitágoras.

### Demostración de Euclides: proposición I.47 deLos Elementos

Figura Euclides 1: La proposición I.41 de Euclides. La superficie del rectángulo ABCD es el doble de la de cualquiera de los triángulos: sus bases son la misma –DC-, y están entre las mismas paralelas. Esto es cuanto necesita Euclides para demostrar el teorema de Pitágoras.

Figura Euclides 2: La proposición I.36 de Euclides: los paralelogramos ABCD y EFCD tienen áreas equivalentes, por tener igual base, y estar comprendidos entre las mismas paralelas.

Figura Euclides 3: La demostración de Euclides es puramente geométrica. Su columna vertebral es la sencilla proposición I.41 de Los Elementos.

El descubrimiento de los números irracionales por Pitágoras y los Pitagóricos supuso un contratiempo muy serio. De pronto, las proporciones dejaron de tener validez universal, no siempre podían aplicarse. La demostración de Pitágoras de su teorema se basaba muy probablemente en proporciones, y una proporción es un número racional. ¿Sería realmente válida como demostración? Ante esto, Euclides elabora una demostración nueva que elude la posibilidad de encontrarse con números irracionales.
El eje de su demostración es la proposición I.47 de Los Elementos: 
| En los triángulos rectángulos el cuadrado del lado opuesto al ángulo recto es igual a la suma de los cuadrados de los lados que comprenden el ángulo recto. Euclides (proposición I.47) |

Basándose en la proposición I.41 de Los Elementos, que equivale a decir que a igual base y altura, el área del paralelogramo dobla a la del triángulo, (véase Figura Euclides 1).
Se tiene el triángulo ABC, rectángulo en C (véase Figura Euclides 3), y se construye los cuadrados correspondientes a catetos e hipotenusa. La altura CH se prolonga hasta J. Seguidamente se traza cuatro triángulos, iguales dos a dos:
- Triángulos ACK y ABD: son iguales, pues siendo los lados AD y AC iguales y perpendiculares; y siendo AB y AK también iguales y formando igual ángulo que AD y AC, necesariamente el ángulo DAB es igual al ángulo CAK, por lo que BD=KC. Sus tres lados son iguales.
- Triángulos ABG y CBI: análogamente, BA=BI, y BG=BC, así que AG=IC. Sus tres lados son asimismo iguales.

Abundando en las anteriores consideraciones, nótese que un giro con centro en A, y sentido positivo, transforma ABD en ACK. Y un giro con centro en B, y sentido también positivo, transforma ABG en CBI. En la demostración de Leonardo da Vinci se encontrará nuevamente con giros que demuestran la igualdad de figuras.
Véase (en la Figura Euclides 3) que:
1. Las paralelas r y s comprenden al triángulo ACK y el rectángulo AHJK, los cuales tienen la misma base, AK. Por tanto, de acuerdo con la proposición I.41[9] de Los Elementos, AHJK tiene doble área que ACK, (véase Figura Euclides 1).
2. Las paralelas m y n contienen a ABD y ADEC, cuya base común es AD. Así que el área de ADEC es doble de la de ABD.

Pero siendo ACK=ABD, resulta que el rectángulo AHJK y el cuadrado ADEC tienen áreas equivalentes. 
Haciéndose razonamientos similares con los triángulos ABg y CBI, respecto al cuadrado BCFG y al rectángulo HBIJ respectivamente, se concluye que estos últimos tienen asimismo áreas iguales. 
A partir de lo anterior, surge de inmediato que: «la suma de las áreas de los cuadrados construidos sobre los catetos, es igual al área del cuadrado construido sobre la hipotenusa».

### Demostración de Pappus

La proposición I.36 de Euclides: los paralelogramos ABCD y EFCD tienen áreas equivalentes, por tener igual base, y estar comprendidos entre las mismas paralelas.

La demostración de Pappus parece ser unas musicales variaciones sobre un mismo tema, respecto a la de Euclides.

Unos 625 años después que Euclides, Pappus parece seguir su senda, y desarrolla una demostración del teorema de Pitágoras basada en la proposición I.36 de Los Elementos de Euclides:
Dos paralelogramos de igual base, y entre las mismas paralelas, tienen superficies equivalentes.
Partimos del triángulo ABC rectángulo en C, sobre cuyos catetos e hipotenusa hemos construido los cuadrados correspondientes. 
Prolongando CH hacia arriba se obtiene el rectángulo CEGI cuya diagonal CG determina en aquel dos triángulos rectángulos iguales al triángulo ABC dado: 
- Los ángulos agudos GCI y ABC tienen sus lados perpendiculares
- El lado CI es igual al lado CB

En consecuencia los triángulos rectángulos ABC, ICG y EGC tienen sus tres lados iguales. 
1. Los paralelogramos ACGF y AHMN tienen la misma base CG=HM, y están comprendidos entre las mismas paralelas, r y s. Por lo tanto tienen la misma superficie (Elementos I.36)
2. Aplicando el mismo principio a ACGF y ACED –base común AC, y paralelas m y n– resulta que ambos paralelogramos tienen superficies asimismo equivalentes.

De 1) y 2) se sigue que las superficies de ACED y AHMN son iguales.
Análogamente:
1. CGJB y BLMH tienen la misma base CG=MH, y están comprendidos entre las paralelas s y t. Sus superficies son equivalentes.
2. CGJB y CIKB tienen base común CB, y están entre las paralelas o y p. Sus superficies son iguales.

De dónde se deduce la equivalencia de las superficies de BLMH y de CIKB.
El teorema de Pitágoras queda demostrado.

### Demostración de Bhaskara

Bhaskara desarrolla una demostración gráfica y algebraica del teorema de Pitágoras.

Bhaskara II, el matemático y astrónomo hindú del siglo XII, dio la siguiente demostración del teorema de Pitágoras.
Con cuatro triángulos rectángulos de lados a, b y c se construye el cuadrado de lado c –izquierda-, en cuyo centro se forma otro cuadrado de lado (a-b). 
Redistribuyendo los cuatro triángulos y el cuadrado de lado (a-b), construimos la figura de la derecha, cuya superficie resulta ser la suma de la de dos cuadrados: uno de lado a –azul- y otro de lado b -naranja-.
Se ha demostrado gráficamente que {\displaystyle c^{2}=a^{2}+b^{2}}
Algebraicamente: el área del cuadrado de lado c es la correspondiente a los cuatro triángulos, más el área del cuadrado central de lado (a-b), es decir:
{\displaystyle c^{2}=4\cdot {\frac {ab}{2}}+(a-b)^{2}}
expresión que desarrollada y simplificada nos da el resultado {\displaystyle c^{2}=a^{2}+b^{2}}, y el teorema queda demostrado.

### Demostración de Leonardo Da Vinci

El diseño inicial, con el triángulo y los cuadrados de catetos e hipotenusa, es modificado por Leonardo da Vinci al añadir dos triángulos iguales al ABC: el ECF y el HIJ.

Leonardo da Vinci también encontró una demostración para este teorema. 
Partiendo del triángulo rectángulo ABC con los cuadrados de catetos e hipotenusa, Leonardo añade los triángulos ECF y HIJ, iguales al dado, resultando dos polígonos, cuyas superficies va a demostrar que son equivalentes:
1. Polígono ADEFGB: la línea DG lo divide en dos mitades idénticas, ADGB y DEFG.
2. Polígono ACBHIJ: la línea CI determina CBHI y CIJA.

Comparemos los polígonos destacados en gris, ADGB y CIJA:
- De inmediato vemos que tienen tres lados iguales: AD=AC, AB=AJ, BG=BC=IJ
- Asimismo es inmediata la igualdad entre los ángulos de los siguientes vértices:
  - A de ADGB y A de CIJA
  - B de ADGB y J de CIJA

Se concluye que ADGB y CIJA son iguales.
De modo análogo se comprueba la igualdad entre ADGB y CBHI.
Además, de un modo semejante a lo explicado en la demostración de Euclides, nótese que un giro de centro A, y sentido positivo, transforma CIJA en ADGB. Mientras que un giro de centro B, y sentido negativo, transforma CBHI en ADGB.
Todo ello nos lleva a que los polígonos ADEFGB y ACBHIJ tienen áreas equivalentes. Pues bien, si a cada uno le quitamos sus dos triángulos –iguales– las superficies que restan forzosamente serán iguales. Y esas superficies no son sino los dos cuadrados de los catetos en el polígono ADEFGB, por una parte, y el cuadrado de la hipotenusa en el polígono ACBHIJ, por la otra. El teorema de Pitágoras queda demostrado.

### Demostración de Garfield

El polígono construido por Garfield es un trapecio de bases a y b, compuesto por tres triángulos rectángulos.

James Abram Garfield (1831-1881), el vigésimo presidente de los Estados Unidos, desarrolló una demostración del teorema de Pitágoras publicada en el New England Journal of Education.
Garfield construye un trapecio de bases a y b, y altura (a+b), a partir del triángulo rectángulo de lados a, b y c. Dicho trapecio resulta compuesto por tres triángulos rectángulos: dos iguales al dado, y un tercero, isósceles de catetos c. En consecuencia:

(g.1){\displaystyle S_{\text{trapecio}}={\frac {a+b}{2}}\cdot (a+b)}

como corresponde a la superficie del trapecio, pero asimismo tenemos una figura compuesta por tres triángulos, dos de ellos iguales, de modo que:

(g.2){\displaystyle S=2\cdot {\frac {ab}{2}}+{\frac {c^{2}}{2}}}

igualando la ecuación (g.2) con la (g.1) obtenemos:
{\displaystyle (ab)+{\frac {c^{2}}{2}}={\frac {1}{2}}(a+b)\cdot (a+b)}
multiplicando ambos lados por {\displaystyle 2} y simplificando...
{\displaystyle 2ab+c^{2}=(a+b)^{2}\,}
expandiendo el miembro derecho...
{\displaystyle 2ab+c^{2}=a^{2}+2ab+b^{2}\,}
restando {\displaystyle 2ab} a ambos miembros, finalmente nos da:

{\displaystyle c^{2}=a^{2}+b^{2}\,}

y el teorema está demostrado.

### Prueba mediante un geoplano
Es posible, más que una demostración de carácter genérico, la comprobación de la justeza de la proposición mediante un geoplano, únicamente para casos especiales y concretos, previamente conocidos.

### Proposición recíproca del teorema de Pitágoras
Si en un triángulo ABC, siendo el lado mayor a se cumple que {\displaystyle a^{2}=b^{2}+c^{2}} entonces el triángulo es rectángulo.

## Usos del teorema en la matemática

### Triples pitagóricos
Un triple pitagórico tiene tres enteros positivos a, b y c, tales que a2 + b2 = c2.. En otras palabras, un triple pitagórico representa las longitudes de los lados de un triángulo rectángulo en el que los tres lados tienen longitudes enteras. Este triple se suele escribir (a, b, c). Algunos ejemplos conocidos son (3, 4, 5) y (5, 12, 13).
Un triple pitagórico primitivo es aquel en el que a, b y c son  coprimos, es decir, que el máximo común divisor de a, b y c es 1.
La siguiente es una lista de triples pitagóricos primitivos con valores inferiores a 100:
(3, 4, 5), (5, 12, 13), (7, 24, 25), (8, 15, 17), (9, 40, 41), (11, 60, 61), (12, 35, 37), (13, 84, 85), (16, 63, 65), (20, 21, 29), (28, 45, 53), (33, 56, 65), (36, 77, 85), (39, 80, 89), (48, 55, 73), (65, 72, 97)

### Teorema de Pitágoras recíproco
Dado un triángulo rectángulo con lados {\displaystyle a,b,c} y  altitud {\displaystyle d} (una recta del ángulo recto y perpendicular a la hipotenusa {\displaystyle c}). El teorema de Pitágoras tiene,
{\displaystyle a^{2}+b^{2}=c^{2}}
mientras que el teorema pitagórico recíproco  o el teorema de Pitágoras al revés  relaciona las dos catetos {\displaystyle a,b} con la altitud {\displaystyle d},
{\displaystyle {\frac {1}{a^{2}}}+{\frac {1}{b^{2}}}={\frac {1}{d^{2}}}}
La ecuación se puede transformar en,
{\displaystyle {\frac {1}{(xz)^{2}}}+{\frac {1}{(yz)^{2}}}={\frac {1}{(xy)^{2}}}}
donde {\displaystyle x^{2}+y^{2}=z^{2}} para cualquier real no nulo {\displaystyle x,y,z}. Si los {\displaystyle a,b,d} han de ser enteros, la solución más pequeña {\displaystyle a>b>d} es entonces 
{\displaystyle {\frac {1}{20^{2}}}+{\frac {1}{15^{2}}}={\frac {1}{12^{2}}}}
utilizando el triple pitagórico más pequeño {\displaystyle 3,4,5}. El teorema de Pitágoras recíproco es un caso especial de la ecuación óptica
{\displaystyle {\frac {1}{p}}+{\frac {1}{q}}={\frac {1}{r}}}
donde los denominadores son cuadrados y también para un triángulo heptagonal cuyos lados {\displaystyle p,q,r} son números cuadrados.

Los Pitagóricos
Una de las más conocidas herencias del pitagorismo, a las matemáticas, lo constituye el teorema de la hipotenusa, más conocido como el Teorema de Pitágoras. No está claramente establecido si éste fue obra del Maestro o de sus discípulos, ya que los pitagóricos fueron grandes matemáticos que acostumbraban a atribuir a Pitágoras todos sus descubrimientos.

## Otros ejemplos de uso
- Para calcular la longitud e de una escalera; se conoce la altura h del muro a alcanzar; la distancia p desde  la línea suelo muro al pie de la escalera. Se cumple la ecuación {\displaystyle e^{2}=h^{2}+p^{2}}; se despeja el valor de e, mediante  {\displaystyle e={\sqrt {h^{2}+p^{2}}}.}[21]

- En la geometría analítica plana, para hallar la distancia entre los puntos {\displaystyle C(x_{1},y_{1}),D(x_{2},y_{2})} con la igualdad {\displaystyle CD^{2}=(x_{2}-x_{1})^{2}+(y_{2}-y_{1})^{2}.}[22]

- En trigonometría para demostrar la identidad fundamental {\displaystyle \operatorname {sen} ^{2}\alpha +\cos ^{2}\alpha =1}entre el seno y coseno.[23]
- En la geometría para calcular la altura de un triángulo equilátero en función del lado; para obtener la altura del tetraedro regular usando la arista. Para hallar el apotema de un triángulo equilátero y de un hexágono regular inscritos, conociendo el radio de la circunferencia circunscrita.[24]

- En teoría algebraica de números para analizar si un entero gaussiano es primo gaussiano. Por ejemplo {\displaystyle \alpha =1+4i}, cuya norma es {\displaystyle N(\alpha )=1^{2}+4^{2}=17.}[25]